# Paola Turci (album)
Paola Turci è il secondo album in studio della cantante italiana Paola Turci pubblicato nel 1989 dalla It.

## Descrizione
Uscito subito dopo la sua partecipazione al Festival di Sanremo 1989, dove con il brano Bambini si aggiudicò il Premio della Critica, l'album è forse il più significativo della carriera della Turci. Infatti molte delle canzoni presenti nel disco (tra cui Due donne e Ti amerò lo stesso) diventeranno in seguito dei veri cavalli di battaglia dell'artista romana.
Da segnalare due brani in particolare, La fine di un amore, scritta per lei dal collega Luca Barbarossa e Saigon, brano di Francesco De Gregori cantato in versione live.
Nello stesso anno partecipa al Festivalbar con il brano Siamo gli eroi, mentre nel dicembre 1989 la Hit Parade Italia determina che Bambini, che ha raggiunto la decima posizione nella classifica dei singoli, è stato il 50° singolo più venduto dell'anno.

## Tracce
1. Siamo gli eroi – 4:36
2. Paura di vivere (la lettera) – 4:11
3. Bambini – 4:09
4. Fine di un amore – 3:32
5. Saigon – 4:33
6. Ti amerò lo stesso – 3:08
7. Due donne – 3:52
8. Mattinata – 3:59
9. America Centrale – 3:54
10. Ti amerò lo stesso (strumentale) – 1:49

## Formazione
- Paola Turci – voce, cori, chitarra acustica
- Carlo Pennisi – chitarra elettrica, cori, programmazione, basso
- Enrico Cosimi – tastiera, programmazione
- Agostino Marangolo – batteria, percussioni
- Pino Santamaria – chitarra elettrica
- Roberto Righini – chitarra acustica, cori, chitarra elettrica
- Marco Tamburini – tromba, flicorno